# Interdito
Na lei canônica católica, um Interdito é uma censura eclesiástica, mais especificamente uma proibição que atinge certas pessoas ou grupos da Igreja tornando-se incapazes de participar de certos ritos. Também pode significar que os ritos (sacramentos, missas, etc.) e serviços eclesiásticos da Igreja são banidos em certos territórios por um tempo limitado ou prolongado.

## Definição
Um interdito é uma censura, ou proibição, excluindo os fiéis da participação em certas coisas santas, como a Liturgia, os sacramentos (exceto as administrações privadas daqueles que são necessários) e o enterro eclesiástico, incluindo todos os serviços fúnebres.
A proibição varia em grau, de acordo com os diferentes tipos de interditos. As interdições são locais ou pessoais. Os primeiros afetam territórios ou edifícios sagrados; estes últimos afetam diretamente as pessoas. Um interdito local geral é aquele que afeta todo um território, distrito, cidade, etc., e este foi o interdito comum da Idade Média; Um interdito local específico é aquele que afeta, por exemplo, uma igreja específica. Um interdito pessoal geral é aquele que recai sobre um determinado corpo ou grupo de pessoas como uma classe, por exemplo, sobre um capítulo, o clero ou pessoas de uma cidade ou comunidade; Um interdito pessoal particular é aquele que afeta certos indivíduos como tais, por exemplo, um determinado bispo, um determinado clérigo.
O interdito difere da excomunhão, pois não separa ninguém da comunhão dos fiéis. Difere da suspensão também porque esta última afeta as faculdades dos clérigos, enquanto o interdito afeta o acesso dos fiéis aos ritos religiosos. Embora o clero não possa exercer suas funções em relação aos interditos, ou em lugares ou edifícios interditos, seus poderes não são diretamente afetados, como acontece em caso de suspensão.